# Gleichwie der Regen und Schnee vom Himmel fällt, BWV 18
Gleichwie der Regen und Schnee vom Himmel fällt, BWV 18 (Així com la pluja i la neu cauen del cel), és una cantata religiosa de Johann Sebastian Bach per al diumenge de la sexagèsima, el penúltim abans de la quaresma, composta i estrenada a Weimar probablement el 19 de febrer de 1713, en tot cas en el període entre 1713 i 1715; una segona versió fou presentada a Leipzig el 13 de febrer de 1724.

## Origen i context
La primera versió de Weimar està en la denominada "tonalitat de cor", quasi un to i mig més alta que la "tonalitat de cambra" de la versió de Leipzig. El text és d'Erdmann Neumesiter (1671-1756), autor que Georg Philipp Telemann també aprofità sovint en les seves cantates, i pertany a un cicle destinat a la cort de Eisenach. Incorpora textos de procedència diversa com versicles del profeta Isaies, fragments de les lletanies de Luter i la vuitena estrofa de Durch Adams Fall ist ganz verderbt en el cor final. El text recorda l'evangeli (Lluc 8, 4-15) que parla de la paràbola del sembrador que explica, de manera figurada, l'efecte de llavor que té la paraula de Déu sobre el món. Per a aquest diumenge es conserven també les cantates BWV 181 de 1724 i la BWV 126 de l'any següent.

## Anàlisi
Obra escrita per a soprano, contralt, tenor, baix i cor; quatre violes, i dues flautes de bec en la versió de Leipzig, corda i baix continu. Consta de cinc números i té unes característiques estructurals poc habituals, com que el primer número sigui una simfonia instrumental bastant densa i extensa, i que el centre de la composició sigui un recitatiu per als solistes i el cor, amb l'acompanyament de tota l'orquestra.
1. Simfonia
2. Recitatiu (baix): Gleichwie der Regen und Schnee vom Himmel fällt und  (Així com la pluja i la neu que cauen del cel)
3. Recitatiu i lletania (soprano, tenor, baix i cor):  Mein Gott, hier wird mein Herze sein (Déu meu: aquí estarà el meu cor)
4. Ària (soprano):  Mein Seelenschatz ist Gottes Wort (La paraula de Déu és el tresor de la meva ànima)
5. Coral:  Ich bitt, o Herr, aus Herzens Grund  (Jo et suplico, Senyor)

El número inicial és una simfonia que presenta un quadre expositiu de gran plasticitat inspirat en les primeres paraules del text: així com la pluja i la neu cauen del cel; en el següent número, el baix alterna passatges recitatius amb d'altres ariosos. El tercer número, que domina clarament l'obra pel seu poder expressiu, és un recitatiu estructurat en quatre seccions, cadascuna de les quals conté un recitatiu de tenor o baix, alternadament, interromput pel soprano que en to de súplica canta les lletanies de Luter que són contestades pel cor: Escolta'ns Déu Nostre Senyor. El número 4 és l'única ària de la cantata, per a soprano, breu però de gran intimitat i tendresa. El coral final, incorpora la vuitena estrofa de Durch Adams Fall ist ganz verderbt, molt coneguda de la cançó dels lansquenets, mercenaris alemanys que participaren en la batalla de Pavia. Té una durada aproximada d'uns vint minuts.

## Discografia seleccionada
- J.S. Bach: Das Kantatenwerk. Sacred Cantatas Vol. 1. Nikolaus Harnoncourt, Wiener Sängerknaben & Chorus Viennensis, Hans Gillesberger (director del cor), Concentus Musicus Wien, Paul Esswood, Kurt Equiluz, Max van Egmond. (Teldec), 1994.
- J.S. Bach: The complete live recordings from the Bach Cantata Pilgrimage. CD 10: Southwell Minster; 27 de febrer de 2000. John Eliot Gardiner, Monteverdi Choir, English Baroque Soloists, Gillian Keith, Robin Tyson, James Gilchrist, Stephan Loges. (Soli Deo Gloria), 2013.
- J.S. Bach: Complete Cantatas Vol. 2 . Ton Koopman, Amsterdam Baroque Orchestra & Choir, Barbara Schlick, Kai Wessel, Chrispoh Prégardien, Klaus Mertens. (Challenge Classics), 2004.
- J. S. Bach: Church Cantatas Vol. 5. Helmuth Rilling, Gächinger Kantorei, Bach-Collegium Stuttgart, Arleen Auger, Gabriele Schreckenbach, Adalbert Kraus, Walter Heldwein. (Hänssler), 1999.
- J.S. Bach: Cantatas Vol. 5. Masaaki Suzuki, Bach Collegium Japan, Hana Blazikova, Robin Blaze, Gerd Türk, Peter Kooij. (BIS), 2009.
- J.S. Bach: Cantatas for the Complete Liturgical Year. Vol. 6. Sigiswald Kuijken, La Petite Bande, Siri Thornhill, Petra Noskaiova, Marcus Ullman, Jan van der Crabben. (Accent), 2006.